# 韦钟
韦钟（？—385年），京兆郡杜陵县（今陕西省西安市长安区）人，出自京兆韦氏东眷，前秦、西燕官员。

## 生平
建元六年（370年）十一月，秦王苻坚任命韦钟出任魏郡太守。建元七年（371年）二月，韦钟升任青州刺史。
建元十四年（378年）八月，苻坚派梁州刺史韦钟从汉中东征，进攻东晋的魏兴郡，韦钟在西城攻打魏兴郡太守吉挹。吉挹派遣部下抵御，斩杀秦军七百多人。韦钟率领部下想要绕过魏兴郡前往襄阳，吉挹又截击秦军，杀五千多人。韦钟大怒，回军围困魏兴郡，吉挹又屡次挫其锋芒。建元十五年四月戊申（379年5月28日），韦钟攻克魏兴郡，吉挹被俘虏后绝食自杀。
建元二十一年（385年）三月，西燕威帝慕容冲在骊山击败并杀死了前秦高阳愍公苻方，俘虏了前秦尚书韦钟，慕容冲任命韦钟的儿子韦谦为冯翊郡太守，让他召集三辅的百姓。冯诩的坞堡主邵安民等人责备韦谦说：“您是雍州的望族，今天竟然跟随乱臣贼子，与他们行不忠不义之事，有什么面目活在世上？”韦谦将这番话告诉韦钟，韦钟自杀，韦谦南奔东晋。

## 其他
韦钟善于书法，有人认为索靖的八分书甚至次于韦钟。

## 家庭

### 儿子
- 韦谦，西燕冯翊郡太守
- 韦华